# Pseudea
Pseudea (altgriechisch Ψεύδεα Pseúdea, deutsch ‚die Lügen‘, Neutrum Plural zu τό ψεῦδος tó pseūdos, deutsch ‚Lüge‘) sind Personifikationen der Lüge in der griechischen Mythologie. Nach Hesiods Theogonie sind sie Töchter der Göttin der Zwietracht, Eris. Sie sind der Gegenpol der Göttin der Wahrheit, Aletheia. Hyginus überträgt die Pseudea als Mendacium ins Lateinische.

„Γῆράς τ' οὐλόμενον, καὶ Ἔριν τέκε καρτερόθυμον.
αὐτὰρ Ἔρις στυγερὴ τέκε μὲν Πόνον ἀλγινόεντα
Λήθην τε Λιμόν τε καὶ Ἄλγεα δακρυόεντα
Ὑσμίνας τε Μάχας τε Φόνους τ' Ἀνδροκτασίας τε
Νείκεά τε Ψεύδεά τε Λόγους τ' Ἀμφιλλογίας τε“

„Dann das verzehrende Alter und Eris, die nimmer gebeugte.
Aber die düstere Eris gebar aufreibende Mühsal,
Mit der Vergessenheit Hunger, und Tränen entlockende Schmerzen,
Schlachten und Kämpfe und Mord und dann Hinwürgen der Männer,
Hader und Lügen hierauf und gleißende Rede und Wortstreit,“

## Geschwister
Durch ihre Verwandtschaft mit Eris ist Pseudea, nach Hesiod, mit folgenden Gottheiten verschwistert:
- Ponos (Πόνος Pónos, deutsch ‚die Mühsal‘)
- Lethe (Λήθη Lḗthē, deutsch ‚die Vergessenheit‘)
- Limos (Λιμός Limós, deutsch ‚der Hunger‘)
- Algea (Ἄλγεα Álgea, deutsch ‚der Schmerz‘)
- Hysminai (Ὑσμίναι Hysmínai, deutsch ‚die Schlachten‘)
- Makhai (Μάχαι Máchai, deutsch ‚die Kämpfe‘)
- Phonoi (Φόνος Phónos, deutsch ‚der Mord‘)
- Androktasiai (Ἀνδροκτασίας Androktasías, deutsch ‚das Gemetzel‘)
- Neikea (Νείκεα Neíkea, deutsch ‚der Hader‘)
- Amphilogiai (Ἀμφιλογίαι Amphilogíai, deutsch ‚der Wortstreit‘)
- Dysnomia (Δυσνομία Dysnomía, deutsch ‚die Gesetzlosigkeit‘)
- Ate (Ἄτη Átē, deutsch ‚die Verblendung‘)
- Horkos (Ὅρκος Hórkos, deutsch ‚der Eid‘)

## Mythos
Pseudea erscheint in einer der Fabeln des antiken Schriftstellers Äsop. In dieser Geschichte wurde Pseudea von Dolos, dem Gott der Täuschung und Schüler des Prometheus, geschaffen. Prometheus will seine handwerklichen Fähigkeiten dafür verwenden, um Aletheia (Wahrheit) aus Tonerde zu erschaffen. Während der Arbeit wird er allerdings unerwartet von Zeus, dem Herrn des Himmels, herbeigerufen und macht sich schnell auf den Weg, um herauszufinden, was vor sich geht, dabei lässt er Dolos allein in der Werkstatt. Dieser nimmt den übriggebliebenen Ton und beginnt, eine identische Figur wie die zu formen, die Prometheus geschaffen hat. Der Ton reicht allerdings nicht für eine vollständige zweite Figur aus, weshalb ihr ein Bein fehlt. Als der Titan zurückkehrt, ist er erstaunt über die Ähnlichkeit der beiden Skulpturen und stellte beide in den Brennofen. Als die Staturen gebrannt sind, erweckte Prometheus sie zum Leben. Die erste, Alatheia geht stetig. Die zweite unfertige Skulptur stoppt und bleibt, wegen ihres unvollendeten Beines, unbewegt stehen.